# 우마이야 모스크

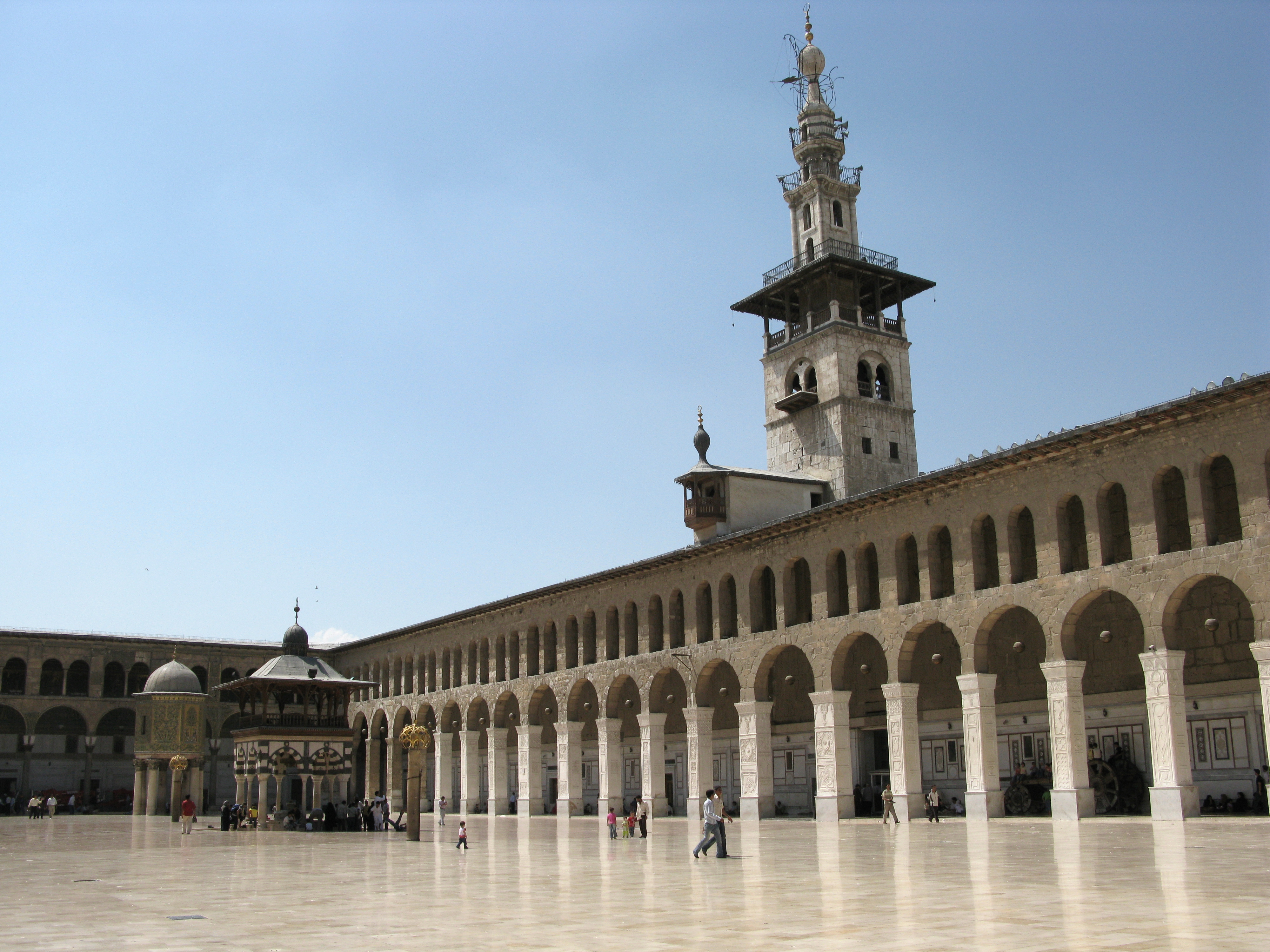
우마이야 모스크의 모습

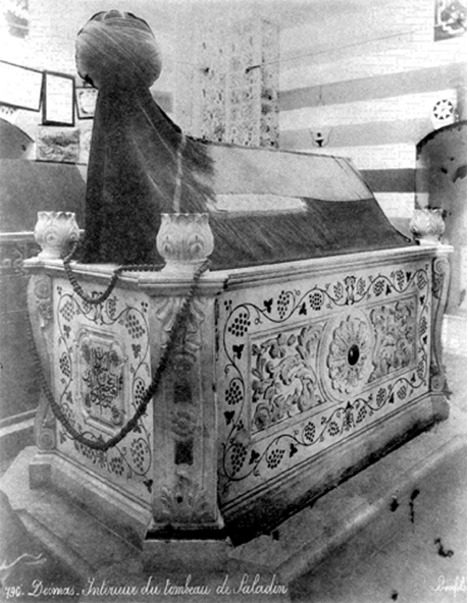
1880년에 촬영된 모스크 일대의 살라딘 묘

우마이야 모스크(아랍어: جامع بني أمية الكبير) 또는 우마야드 모스크는 715년 우마이야 왕조 시대의 알 왈리드 1세에 의해 시리아 다마스쿠스에 대규모로 지어진 사원으로 수차례의 재앙과 더불어 1898년 대화재 때 대부분 손실되었고 현재는 복구된 모습이다. 사원의 돔 또한 목조였으나 화재 후 복원하였다. 내부에 성 요한의 무덤이 안치되어 있다.
본래 우마이야 모스크의 터는 철기 시대부터 신앙의 중심지로, 아람인들은 비의 신 하디드의 신전을 지었고, 로마인들은 그 위에 주피터의 신전을 지었으며, 비잔틴 제국은 이를 주교좌 성당으로 개조하였는데, 우마이야 이슬람 왕조 역시 그 일부분을 개조하여 기도소로 사용하다가 서기 715년에 이르러 전부 철거를 단행한 뒤 새로운 모스크를 세웠다.
당대에 아직 신생 종교에 머물렀던 이슬람은 신전을 짓는 명확한 건축 양식이 없었으므로 이 모스크는 비잔틴 그리스도교 건축 양식의 영향을 받아 안뜰을 둘러싼 2층 아케이드를 세우고 화려한 모자이크 장식을 두었다. 그러나 한편으로 이 모스크는 당대의 비잔틴 그리스도교와 달리 사제를 위한 특별한 중심 공간을 두지 않은 채 오직 평신도들을 위한 기도실만이 열을 지어 분산되어 있다는 특징이 있다. 이처럼 분산적 공간을 두고 우상을 멀리하는 형태의 장식을 둔 이 모스크는 초창기 이슬람 모스크로서 이슬람적 건축의 원형이 되었다.

## 같이 보기
- 우마이야 왕조
- 알레포 대 모스크

## 참고 문헌
- 이 문서에는 다음커뮤니케이션(현 카카오)에서 GFDL 또는 CC-SA 라이선스로 배포한 글로벌 세계대백과사전의 내용을 기초로 작성된 글이 포함되어 있습니다.